# Lucas Ayarragaray
Lucas Ayarragaray Viera  (Paraná, 8 de septiembre de 1861 - Buenos Aires, 1 de junio de 1944) fue un médico, historiador y político argentino, que ejerció varias veces como diputado nacional. Estaba casado con Sofía Piñeyro Huidobro, con quien tuvo cuatro hijos, entre ellos otro Lucas Ayarragaray, abogado y jurisconsulto, presidente del Partido Demócrata Cristiano.

## Actividad profesional
Estudió en el Colegio Nacional de Rosario y en la Universidad de Buenos Aires, donde se doctoró en medicina en 1887, tras ser discípulo de Guillermo Rawson en el Hospital de Clínicas. Inicialmente se dedicó a la psiquiatría, trabajó en varios hospitales y en el Asilo de Alienadas, fue secretario del Departamento Nacional de Higiene y dictó la cátedra de gramática en el Colegio Nacional de Buenos Aires.
Durante la gobernación de Clemente Basavilbaso fue Ministro de Gobierno de la provincia de Entre Ríos, y posteriormente diputado nacional entre 1891 y 1898. Entre sus proyectos que se convirtieron en leyes se destacaron la colocación de faros y balizas en el río de la Plata y la canalización de las inmediaciones de la isla Martín García y el fomento del riego en el Territorio Nacional de Río Negro, entre otros. Tuvo activa participación en los debates sobre los Pactos de Mayo y otros acuerdos con Chile, el protocolo de lo que sería el Pacto ABC, la discusión sobre leyes electorales y la reforma constitucional de 1898.
En 1908 se incorporó a la Junta de Historia y Numismática —actual Academia Nacional de la Historia— y fue nuevamente elegido diputado nacional, esta vez por la provincia de Buenos Aires. Fue autor de la Ley de Defensa Social, en unión con Carlos Meyer Pellegrini y Nicolás Calvo, que consistía básicamente en autorizar al Poder Ejecutivo e incluso a la policía a expulsar del país a cualquier extranjero con la sola acusación de anarquismo. Durante el debate de la ley sostuvo posturas francamente racistas, afirmando

…y es contra esa situación que este país que tiene ya elementos étnicos en su población, bien inferiores, debe precaverse trayendo elementos de orden superior, seleccionado la corriente inmigratoria para incorporar los elementos sanos y poder así tener una buena raza futura bien constituida fisiológicamente sobre bases étnicas depuradas […] Nosotros no necesitamos inmigración amarilla, sino padres y madres europeas, de raza blanca, para superiorizar los elementos híbridos y mestizos que constituyen la base de la población de este país.

Entre 1912 y 1916 fue embajador en el Brasil, luego en Italia, y a partir de 1920 en Suiza.
Sus columnas fueron publicadas en distintos diarios; especialmente en La Nación hasta que entró en conflicto con su fundador, Bartolomé Mitre, en que pasó a publicar en otros diarios. Fue un ferviente opositor a Hipólito Yrigoyen.
Considerado un positivista, escribió numerosos trabajos sobre historia, más analíticos que historiográficos, en que se reveló enemigo del caudillismo, del mestizaje y de la inmigración italiana y española. También publicó un extenso trabajo sobre La Iglesia en América y la dominación española.
Falleció en Buenos Aires en 1944, a los 84 años de edad. 